# Emi Koussi
Az Emi Koussi egy vulkáni eredetű, 3415 méter magas hegy Csád északi részén, a Szahara sivatag közepén. Az ország legmagasabb pontja. 

## Fordítás
- Ez a szócikk részben vagy egészben  az   Emi Koussi című francia Wikipédia-szócikk ezen változatának fordításán alapul.  Az eredeti cikk szerkesztőit annak laptörténete sorolja fel. Ez a jelzés csupán a megfogalmazás eredetét és a szerzői jogokat jelzi, nem szolgál a cikkben szereplő információk forrásmegjelöléseként.